# Церковь Святой Гертруды (Любек)
Церковь Святой Гертруды в Любеке (нем. St.-Gertrud-Kirche) — приходская церковь в одноимённом районе города Любек (Шлезвиг-Гольштейн); кирпичное здание в стиле позднего модерна было построено по проекту шарлоттенбургских архитекторов Юргенсена и Бахманна в 1909—1910 годах — средства на храм приход собирал с 1899 года; однонефная церковь вмещает около 700 человек; колокола были отлиты фирмой «M & O Ohlsson» в 1909 году и названы в честь реформаторов Лютера, Меланхтона и Бугенхагена — они были утеряны в результате двух мировых войн. Церковный орган был построен компанией «Walcker» в 1910 году.

## История и описание
Приход церкви Святой Гертруды в Любеке появился в 1902 году — в результате разделения общины церкви Святого Якоба. Рост населения пригорода Занкт-Гертруда с 934 (1845) до 7777 человек (1900) привёл к необходимости строительства отдельного храма. Первым пастором новой общины стал Йоханнес Эверс; как и его коллега Йоханнес Бернхард из церкви Святого Лаврентия, Эверс стал ключевым организатором строительства.
Однонефное здание церкви, пожертвования на которое жители Любека собирали с 1899 года, было построено в 1909—1910 годах по проекту берлинских архитекторов Петера Юргенсена и Юргена Бахманна. В 1921 году по проекту Макса Кучманна в церкви был установлен памятник воинам, павшим во время Первой мировой войны. Кирпичное здание, вмещающее около 700 человек, потеряло свои оригинальные интерьеры в 1962 году.